# Петар Драганов
Петар Драганов (болг. Петър Драганов, 1 (13) лютого 1857, Комрат — 7 лютого 1928, Комрат) — болгарський філолог і славіст.

## Біографія
Петар Драганов народився 1 лютого 1857 року в Комраті (Російська імперія). За походженням він був бессарабським болгарином. Петар Драганов вивчав історію і філологію в Санкт-Петербурзькому університеті, у 1885—1887 роках працював вчителем у чоловічій гімназії в Салоніках.
На початку свого перебування в Салоніках Драганов вважав, що македонці є болгарами. Проте після величезного пласту досліджень, над якими він працював у Македонії, він склав свою власну думку щодо македонців. Тобто, він заявив, що Македонія є окремим регіоном на Балканському півострові, а македонські діалекти — це окрема, македонська мова. Після цього він переїхав до Росії, де став одним із засновників македоністики.